# یاسر الرمیان
یاسر الرمیان (عربی: ياسر الرميان؛ زادهٔ ۱۸ فوریهٔ ۱۹۷۰) اهالی کسب‌وکار، سیاستمدار و مدیر اجرایی اهل عربستان سعودی است، که هم‌اکنون به‌عنوان رئیس هیئت مدیره سعودی آرامکو، همچنین رئیس صندوق سرمایه‌گذاری عمومی و نیز رئیس هیئت مدیره باشگاه فوتبال نیوکاسل یونایتد فعالیت می‌کند. وی همچنین از اعضای هیئت مدیره شرکت‌های اوبر، گروه سافت‌بنک و ریلاینس اینداستریز می‌باشد.